# Шипітбаал II
Шипітбаал II (2-а пол. VIII ст. до н. е.) — цар міста-держави Бібл. В «Ассирійських анналах» відомий як Шибітва.

## Життєпис
Походив з династії Ахірама. Про батьків та попередника нічого невідомо. Напевне його прадідом був цар Шипітбаал I. У ассирійських джерелах згадується про двох неназваних царів Бібла, що в 866 і 838 роках до н. е. сплачували данину Ассирії. За однією з версій ними могли бути Ітобаал Тірський та його нащадки, оскільки в ці самі роки вони також визнавали над собою зверхність Ассирії. Або біблські царі з 880-х років до н. е. перебували у сфері впливу Тіра. 
Це свідчить, що вже Шипітбаал II успадкував статус ассирійського данника. Тому 743 року до н. е. він лише підтвердив свою залежність та сплатив відповідну данину ассирійському цареві Тіглатпаласару III. У 740 і 738 роках до н. е. повторив це, ймовірно сприяючи тому у підкоренні усієї Фінікії та Сирії, зокрема у придушенні повстання на чолі з Азріяу.
У 729/728 роках до н. е. Шипітбаала II востаннє згадується в Ассирійських анналах, коли сплатив нову данину. Водночас на думку дослідників, біблський цар мусив погодитися на присутність у місті спеціального ассирійського чиновника, що слідкував за збиранням данини та політичними справами в місті-державі.
Дата смерті Шипітбаала II достеменно невідома. Йому спадкував Урумілку I.